# Канлэ
Канлэ́ (кит. упр. 康乐, пиньинь Kānglè) — уезд Линься-Хуэйского автономного округа провинции Ганьсу (КНР).

## История
При империи Тан в этих местах в 744 году был создан уезд Аньлэ (安乐县), который в 759 году был переименован в Чанлэ (长乐县). Впоследствии эти места были захвачены тибетцами.
После основания Китайской республики эти места входили в состав уезда Линьтао. В 1940 году из него был выделен уезд Канлэ.
В 1949 году был образован Специальный район Линься (临夏专区), и уезд вошёл в его состав. 19 ноября 1956 года Специальный район Линься был преобразован в Линься-Хуэйский автономный район. В 1958 году уезд Канлэ был присоединён к уезду Хэчжэн, но в 1961 году был воссоздан.

## Административное деление
Уезд делится на 5 посёлков и 10 волостей.